# Титмар (лужицкий маркграф)
Титмар II (IV) (нем. Thietmar II. (IV.); 990/995 — 10 января 1030) — лужицкий маркграф, граф Серимунта, Швабенгау и Нордтюринггау с 1015 года, сын Геро II, маркграфа Саксонской Восточной марки, и Адельгейды.

## Биография

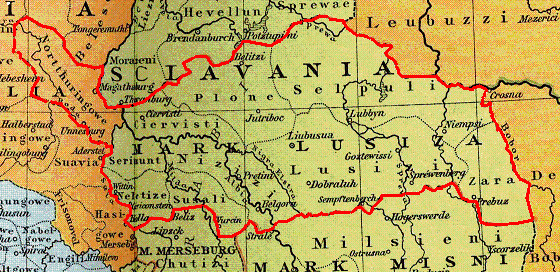
Саксонская Восточная марка ок. 1000 г.

После гибели отца в 1015 году Титмар унаследовал западную часть Лужицкой марки, графства Нордтюринггау, Швабенгау и Серимунт. В современных Титмару документах он упоминается только как граф Нордтюринггау, но, предположительно, он унаследовал и другие владения своего отца.
В том же году Титмар участвовал в войне против князя Польши Болеслава I Храброго. По Будишинскому миру 1018 года Титмар терял большую часть своих земель.
В 1015 году Титмару также пришлось бороться с Зигфридом, бывшим монахом и сыном его двоюродного деда Одо I, и маркграф прибегнул к помощи императора Генриха II. Титмар основал одно из первых немецких поселений в Лужице. Лужицкая марка была отбита только в 1031 году, при его сыне Одо II, который являлся последним представителем династии. Маркграф Титмар умер в 1030 году и был похоронен в монастыре Хельмарсхаузен.

## Брак и дети
Жена: N. Дети:
- Одо II (ум. после 30 июля 1032/1034), маркграф Саксонской Восточной марки, граф Нордтюринггау и Швабенгау с 1030
- Ода (ок. 1015 — до 1068); 1-й муж: Вильгельм III (ум. 16 апреля 1039), граф Веймара с 1003, граф Айхсфельда в 1022; 2-й муж: Деди I (II) (ок. 1010 — октябрь 1075), граф Айленбурга и гау Сиусули с 1034, маркграф Саксонской Восточной марки с 1046, граф в Южном Швабенгау в 1046—1068